# سفارة النرويج في الدنمارك
سفارة النرويج في الدنمارك هي أرفع تمثيل دبلوماسي لدولة النرويج لدى الدنمارك. تقع السفارة في بلدية كوبنهاغن ‏ وهي تهدف لتعزيز المصالح النرويجية في الدنمارك.

## وصلات خارجية
- الموقع الرسمي
- قائمة سفارات النرويج
- قائمة السفارات في الدنمارك